# Carolin Reiber

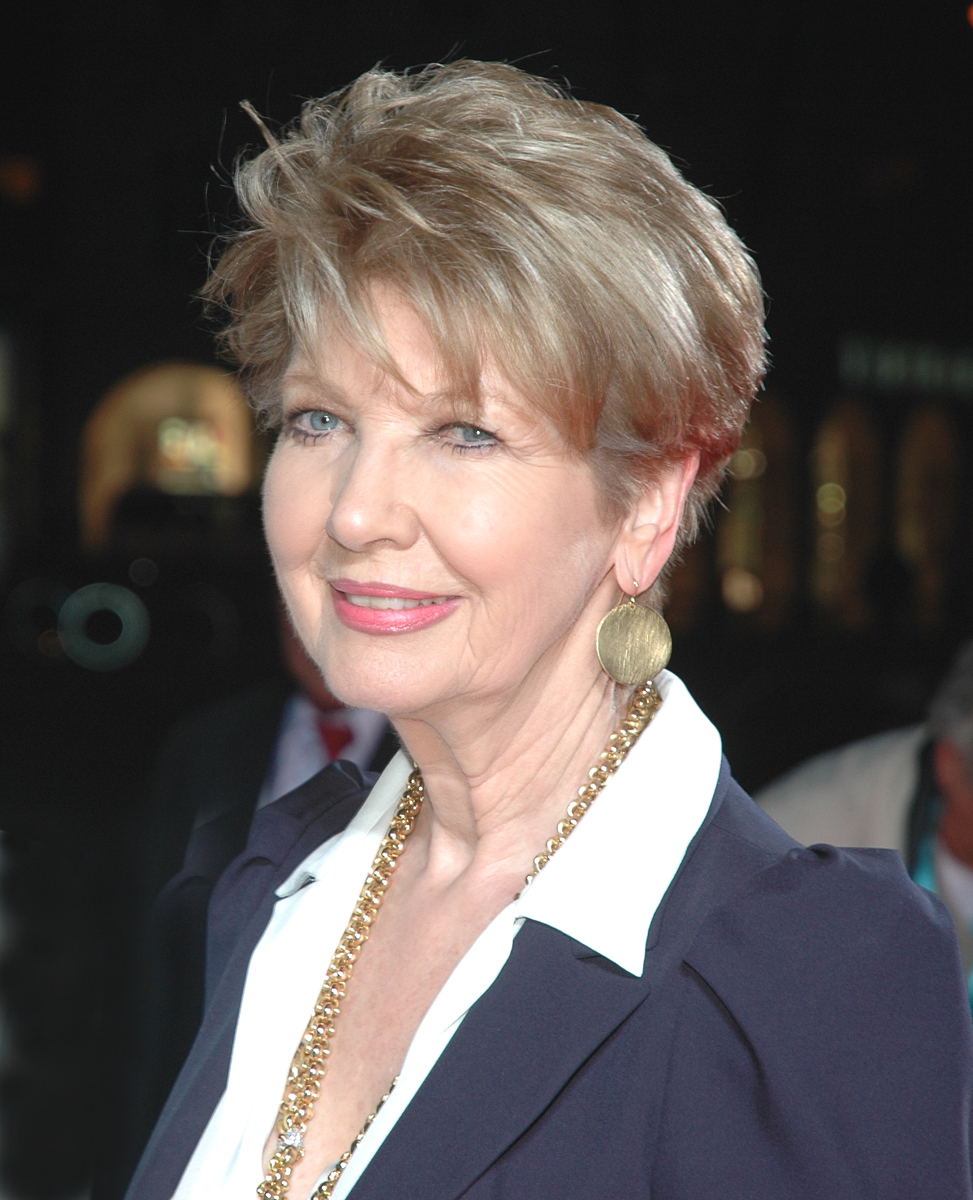
Carolin Reiber, 2014

Carolin Reiber (* 2. November 1940 in München) ist eine deutsche Fernsehansagerin und Moderatorin.

## Leben
Carolin Reiber, die Tochter des Szenenbildners Ludwig Reiber, spielte 1950 eine Nebenrolle in dem Film Das doppelte Lottchen und trat 1956 in G. W. Pabsts letztem Film, Durch die Wälder, durch die Auen, auf. 1958 war sie Faschingsprinzessin der Münchner Narrhalla. Nach einer Ausbildung zur Fremdsprachenkorrespondentin übte sie diesen Beruf bis 1965 aus. Danach wurde sie Fernsehansagerin beim Bayerischen Rundfunk. 
Von 1970 an moderierte Reiber im Bayerischen Fernsehen die Sendungen Jetzt red i, Unser Land und gemeinsam mit Maxl Graf die Lustigen Musikanten. Von 1984 bis 1993 lief im Bayerischen Fernsehen das nach ihr benannte Magazin Carolins Fleckerlteppich; auch die Nachfolgesendung, Bayerntour, moderierte sie bis zu deren Einstellung im Jahr 2016.
Von 1990 bis 2001 moderierte Reiber 125 Folgen der Volkstümlichen Hitparade des ZDF, von 1986 bis 1999 zusammen mit Karl Moik und Sepp Trütsch den Grand Prix der Volksmusik und von 2002 bis 2004 das Wunschkonzert der Volksmusik. Ferner moderierte sie einige Kochsendungen über bayerische Küche. 1993 übernahm sie vorübergehend die Moderation des Quiz Der große Preis im ZDF.
Ein Markenzeichen Reibers ist ihr bairisches Zungenspitzen-R.
Sie war von 1962 bis zu seinem Tod am 26. Januar 2014 mit dem Unternehmensberater Luitpold Maier verheiratet. Aus dieser Verbindung gingen zwei Söhne hervor.

## Auszeichnungen

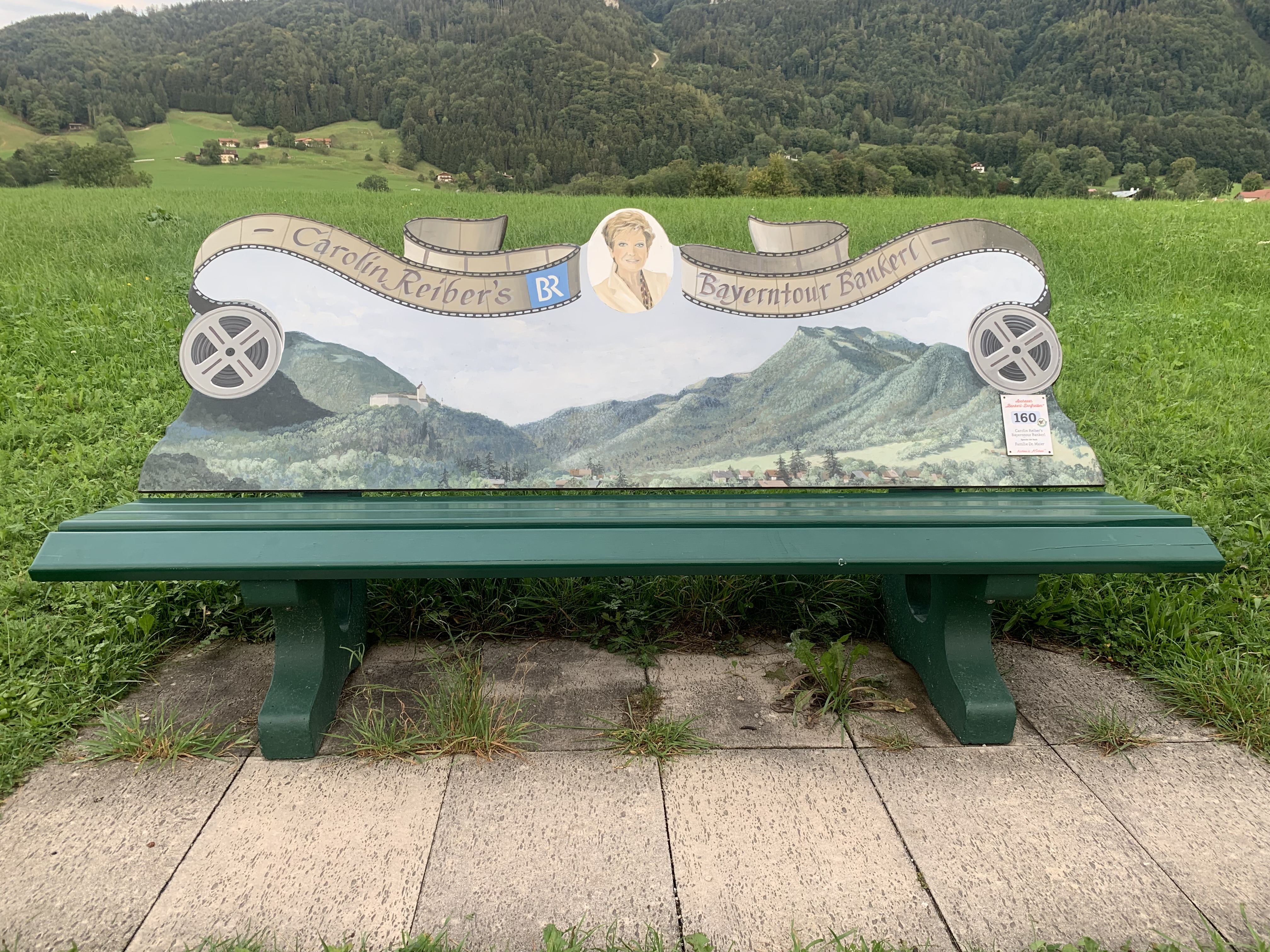
Carolin Reiber-Bank in Aschau im Chiemgau

- 1977 Gong-Trophäe als beliebteste Moderatorin Bayerns
- 1983 Publikumspreis Goldene Kamera
- 1987 Bambi-Publikumspreis
- 1990 Sonder-Bambi
- 1998 Bayerischer Verdienstorden
- 2003 Krone der Volksmusik als beste Moderatorin von Volksmusiksendungen
- 2006 Bayerische Staatsmedaille für Verdienste um Umwelt und Gesundheit
- 2009 Internationaler Volksmusikpreis für das Lebenswerk
- 2020 Bayerischer Fernsehpreis – Ehrenpreis des Ministerpräsidenten[4]

## Werke
- Carolin Reiber, Dieter Hanitzsch: Wir Bayern sind ja gar nicht so. Eine längst fällige Richtigstellung. 1988
- Carolin Reiber: Unsere lustigen Musikanten. Das große Buch der Volksmusik. 1990

## Tonträger
- Carolin Reiber liest. Der Herrgottschnitzer von Ammergau. Leicht gekürzte Lesung, von Ludwig Ganghofer, 2006. 2 CDs: digital, ISBN 978-3-8291-1813-2
- Weihnachten [Medienkombination]. Premiere auf dem PC; Doppel-CD: CD-ROM und Audio-CD; Adventskalender, Weihnachtsgeschichten, das Heilige Land, Lieder, Geschenke / Mitwirkende: Carolin Reiber …. - [München]: tewi, ISBN 3-89362-450-3